# Corrado Marmo
Corrado Marmo (Canelli, 17 aprile 1947) è un ex calciatore italiano, di ruolo centrocampista o attaccante.

## Carriera
Ala destra, con le giovanili del Torino partecipa al Campionato Primavera nel 1964. Rientrato nella natìa Canelli, con la formazione cittadina vince nel 1968 il campionato di Promozione. Nello stesso anno viene trasferito all'Asti MaCoBi, in Serie C, e nel 1969 viene acquistato dal Cesena, in Serie B.
L'anno successivo passa al Bari, dove rimane per due stagioni dal 1970 al 1972, perdendo nella prima gli spareggi per andare in Serie A giocati a Bologna contro l'Atalanta (0-2) e a Napoli contro il Catanzaro (0-1). Veste poi le maglie di Reggina, Arezzo, Brindisi e Atalanta, per un totale di oltre 207 presenze e 36 reti tra i cadetti.
Formalmente conclude la sua carriera professionistica nella SPAL, in Serie C, nel 1978; in realtà in quella stagione, dopo aver giocato le amichevoli nel corso della stagione estiva, non trova l'accordo economico con la società estense sicché non viene mai schierato durante le partite di campionato. Successivamente calca ancora, per alcune stagioni, i campi dilettantistici in Piemonte.

## Palmarès

### Club

#### Competizioni nazionali
- Campionato italiano Serie D      :

Ma.Co.Bi Asti: 1967-1968 (girone A)